# Kiusiozonium japonicum
Kiusiozonium japonicum är en mångfotingart som beskrevs av Karl Wilhelm Verhoeff 1941. Kiusiozonium japonicum ingår i släktet Kiusiozonium och familjen Kiusiozoniidae. Inga underarter finns listade i Catalogue of Life.